# Ecaterina Kato Fleischmann
Ecaterina Kato Fleischmann (n. 1916, Timișoara, Austro-Ungaria, d. 2012, Israel) a fost o profesoară de dans și coregrafă. Născută într-o familie de evrei de condiție modestă, ea și-a dedicat viața dansului și gimnasticii ritmice, devenind o figură influentă în domeniu. Ea a fost recunoscută pentru frumusețea sa și a servit drept model pentru sculptorul Ferdinand Gallas. Colecția de lucrări create de acesta a inclus și portrete ale Ecaterinei Fleischmann, reflectând impactul ei în lumea artistică. După o carieră prolifică și o viață plină de realizări, Ecaterina a trăit în Israel până la moartea sa în 2012.

## Biografie
Ecaterina Kato Fleischmann s-a născut în anul 1922 într-o familie de evrei cu o condiție modestă. Încă de la o vârstă fragedă, a manifestat interes pentru dans și a urmat o pregătire riguroasă în acest domeniu. După absolvirea studiilor, și-a câștigat reputația ca profesoară de dans și a devenit cunoscută în orașul său natal drept o frumusețe clasică.
În anii 1930, Ecaterina a deschis o școală de dans și gimnastică ritmică pe strada Emanuil Ungureanu, la numărul 9. Aceasta era situată în același imobil în care fratele ei, Emil, deținea un restaurant la parter. Școala sa a devenit un loc de învățare și expresie artistică pentru mulți tineri talentați din Timișoara.
Unul dintre punctele culminante ale carierei Ecaterinei a fost colaborarea cu sculptorul Ferdinand Gallas, care a fost inspirat de frumusețea ei și a creat mai multe lucrări de artă în care Ecaterina a servit drept model. Printre acestea se numărau un portret al Ecaterinei Fleischmann, un nud feminin și alte sculpturi și reliefuri în ghips.
În anii 1950, Ecaterina Fleischmann a devenit profesoară la Liceul de Arte Plastice, unde și-a continuat activitatea de predare și a influențat generații de tineri artiști. Mai târziu, școala sa de dans a fost mutată în Casa Artiștilor, situată pe Bulevardul 3 August 1919, numărul 13, în cartierul Fabric din Timișoara. Aici, ea a continuat să își îndrume și să își inspire elevii în arta dansului și a gimnasticii ritmice.
În 1965, Ecaterina Fleischmann a împrumutat Muzeului Banatului cinci lucrări de Ferdinand Gallas, inclusiv lucrări care o reprezentau pe ea însăși și pe alte persoane apropiate. Aceste opere au fost expuse publicului și au contribuit la consolidarea prestigiului său în lumea artistică.
În anul 1974, Ecaterina a decis să se mute definitiv în Tel Aviv, Israel, unde mama ei trăia deja. Această decizie a dus la dispersarea colecției de lucrări de artă, iar Ecaterina și-a petrecut restul vieții în Israel. Ea a trăit în liniște și a refuzat vizitele foștilor ei elevi și prieteni în ultimii ani ai vieții. Ecaterina Kato Fleischmann a murit în anul 2012 la vârsta de peste 90 de ani, lăsând în urmă o moștenire artistică și culturală semnificativă în domeniul dansului și al artei.